# Masaki Satō
Masaki Satō (jap. 佐藤匡記 Satō Masaki; ur. 7 maja 2001) – japoński zapaśnik walczący w stylu wolnym. Zajął trzynaste miejsce na mistrzostwach świata w 2021. 
Trzeci na MŚ U-23 w 2024, a także na mistrzostwach Azji kadetów w 2018 roku.